# Theonella incerta
Theonella incerta är en svampdjursart som beskrevs av Thiele 1900. Theonella incerta ingår i släktet Theonella och familjen Theonellidae.
Artens utbredningsområde är havet kring Indonesien. Inga underarter finns listade i Catalogue of Life.